# 三八广场

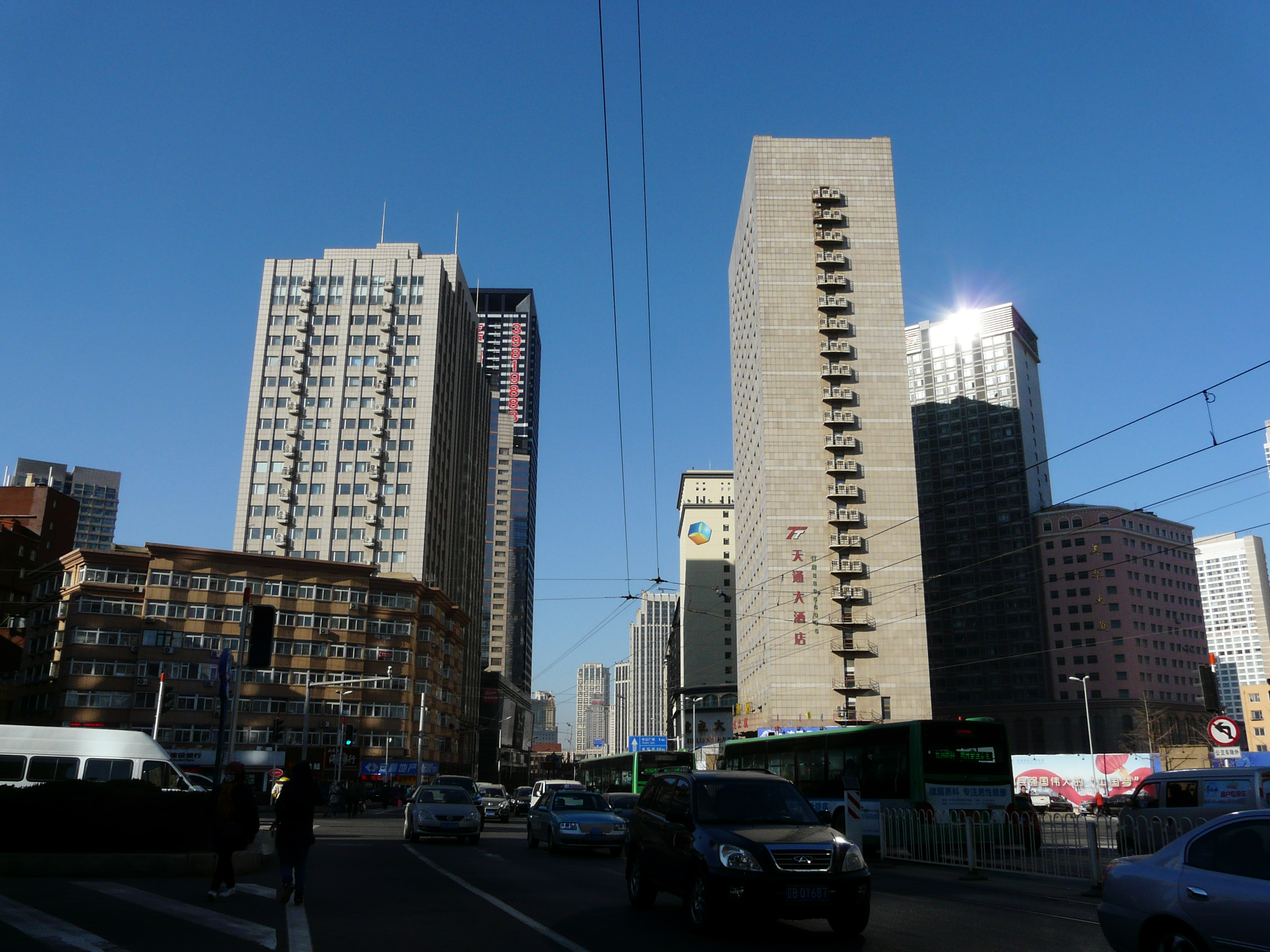
大连市中山区　三八广场

三八广场是中国辽宁省大连市中山区的一座圆形广场，为鲁迅路、五五路、朝阳街的交汇处，其中鲁迅路通往大连中山广场和二七广场，五五路通往港湾广场。
三八广场兴建于关东州时期，原名朝日广场。日本战败后以三月八日妇女节更名为三八广场。
三八广场上保留的历史建筑为8号的友谊医院门诊部，原为满铁独身宿舍，3层，建于1935年左右。其余建筑已改建为高层建筑。